# Salle (Norfolk)
Salle – wieś w Anglii, w hrabstwie Norfolk, w dystrykcie Broadland. Leży 21 km na północny zachód od Norwich i 166 km na północny wschód od Londynu. Miejscowość liczy 50 mieszkańców.